# ۱۲۶۱ (میلادی)
۱۲۶۱ (میلادی) هزار و دویست و شصت و یکمین سال تقویم میلادی است.

## زادگان
- ۹ اکتبر – دنیس پرتغال، شاعر پرتغالی (د. ۱۳۲۵)